# Steven Beckwith Ayres

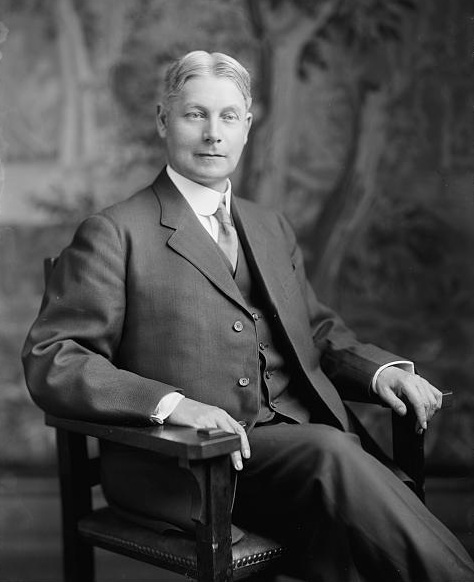
Steven Beckwith Ayres

Steven Beckwith Ayres (* 27. Oktober 1861 in Fort Dodge, Iowa; † 1. Juni 1929 in New York City) war ein US-amerikanischer Politiker. Zwischen 1911 und 1913 vertrat er den Bundesstaat New York im US-Repräsentantenhaus.

## Leben
Steven Beckwith Ayres wurde ungefähr sechs Monate nach dem Ausbruch des Bürgerkrieges in Fort Dodge geboren. Die Familie zog 1866 nach Elmira, wo er die Grammar School besuchte. 1873 zog er nach Penn Yan. Dort besuchte er die Penn Yan Academy und graduierte dann 1882 an der Syracuse University. Danach ging er dem Verlagswesen in Penn Yan nach und gab den Yates County Chronicle heraus. Politisch gehörte er zu jener Zeit der Republikanischen Partei an. 1884 nahm er als Delegierter an der Republican State Convention teil. Er zog 1893 nach New York City, wo er im Werbegeschäft arbeitete. In der folgenden Zeit schloss er sich der Demokratischen Partei an. 1910 lehnte er eine demokratische Nominierung als Kandidat für die New York State Assembly ab.
Bei den Kongresswahlen des Jahres 1910 für den 62. Kongress wurde Ayres als unabhängiger Demokrat im 18. Wahlbezirk von New York in das US-Repräsentantenhaus in Washington, D.C. gewählt, wo er am 4. März 1911 die Nachfolge von Joseph A. Goulden antrat. Im Jahr 1912 erlitt er bei seiner Wiederwahlkandidatur eine Niederlage und schied nach dem 3. März 1913 aus dem Kongress aus.
Er verfasste mehrere Bücher und viele historische Artikel. 1914 war er als Lektor an der New York University Summer School tätig. Er ging im Winter der Kultivierung von Orangen in Clearwater (Florida) nach und im Sommer dem Immobilienhandel in Woodstock (New York). Am 1. Juni 1929 verstarb er in New York City und wurde dann in Clearwater auf dem gleichnamigen Friedhof beigesetzt.